# Shibeiping
Shibeiping (kinesiska: 石碑坪镇, 石碑坪) är en köping i Kina. Den ligger i den autonoma regionen Guangxi, i den södra delen av landet, omkring 220 kilometer nordost om regionhuvudstaden Nanning. Antalet invånare är 20086. Befolkningen består av 9 511 kvinnor och 10 575 män. Barn under 15 år utgör 16,0 %, vuxna 15-64 år 72 %, och äldre över 65 år 10,0 %.
Genomsnittlig årsnederbörd är 2 096 millimeter. Den regnigaste månaden är juni, med i genomsnitt 417 mm nederbörd, och den torraste är februari, med 54 mm nederbörd.